# Aciagrion macrootithenae
Aciagrion macrootithenae là một loài chuồn chuồn kim trong họ Coenagrionidae. Chúng được Pinhey miêu tả khoa học năm 1972.
Loài này được xếp vào nhóm loài thiếu dữ liệu trong sách Đỏ của IUCN năm 2009.